# Голенко Валерій Миколайович
Валерій Миколайович Голенко (рос. Валерий Николаевич Голенко, нар. 6 травня 1958, Міллерово, Ростовська область, РРФСР, СРСР) — український політик і підприємець російського походження, голова Луганської ОДА з березня по листопад 2010 року, Луганської обласної ради з 2006 по 2010 роки і з 2010 року.
Член Партії регіонів, вважається одним з близьких соратників лідера регіоналів Олександра Єфремова.

## Біографія
Народився 6 травня 1958 в Міллерові Ростовської області.
У 1981 році закінчив Київський інститут інженерів цивільної авіації, інженер-механік, отримав спеціальність «Експлуатація повітряного транспорту».
З серпня 1981 по листопад 1982 працював інженер-механіком, начальником служби, секретар комітету комсомолу Ворошиловградського об'єднаного авіазагону.
З листопада 1982 по грудень 1984 — завідувач відділу Ленінського РК комсомолу Ворошиловграда.
З грудня 1984 по травень 1987 — заступник завідувача відділу Ворошиловградського обкому комсомолу.
З травня 1987 по лютий 1991 — перший секретар Ворошиловградського міськкому комсомолу.
З лютого 1991 року по вересень 1994 — директор НВП «Фактор».
У 1992 закінчив Луганський машинобудівний інститут за спеціальністю інженер-економіст, спеціальність — «Економіка та організація машинобудівної промисловості».
З вересня 1994 року по січень 1996 — директор ТОВ «Геко-інвест».
З січня 1996 року по серпень 1997 — помічник першого заступника Луганської облдержадміністрації.
З серпня 1997 по травень 1998 — перший заступник генерального директора Виробничо-фінансової компанії «Луганської енергетичної компанії».
З серпня 2000 року — держчиновник 3-го рангу.
З 1998 року по 14 квітня 2006 був заступником губернатора Луганської області.
З 2008 року до теперішнього часу перебуває в політичній партії «Партія регіонів».
З 1987 року по 1994 рік — депутат Луганської міської ради, а з 1998 року до теперішнього часу депутат Луганської обласної ради.
З 1998 року по 14 квітня 2006 — заступник голови Луганської обласної ради.
У 2006 році вперше обраний головою Луганської облради.
З березня 2010 до листопада 2010 — голова Луганської ОДА.
З листопада 2010 по 2014 рік — голова Луганської обласної ради.
У 2016 В. Голенко став одним із фігурантів розслідування і підозрюваних у державній зраді, спробі змінити кордони України, створенні терористичної організації "ЛНР" і пособництві в захопленні будівлі СБУ в Луганській області. Щоб уникнути правосуддя, В. Голенко емігрував до Росії. 
У 2023 окупаційна влада Луганщини заборонила М. Голенку вїжджати та "та здійснювати економічну і фінансову діяльність" на території області, це пов'язують з конфліктом бізнес-інтересів М.Голенка та окупаційної влади після офіційного визнання т.зв. ЛНР Росією. 

## Сім'я
- Батько Микола Никифорович Голенко. Мати Раїса Миколаївна Голенко
  - Дружина Галина Миколаївна Голенко,
    - Син Дмитро Голенко (1981),
    - Син Олексій Голенко (1986)[7].